# بادي غريفيث
بادي غريفيث (بالإنجليزية: Paddy Griffith)‏ هو مؤرخ عسكري بريطاني، ولد في 4 فبراير 1947، وتوفي في 25 يونيو 2010 بسبب نوبة قلبية.